# Università di Pattimura
L'Università di Pattimura (indonesiano: Universitas Pattimura) è un'università pubblica ad Ambon, Maluku, in Indonesia. È stata istituita il 23 aprile 1963.